# صوفي الجولي
صوفي الجولي (4 فبراير 1932- 10 أكتوبر 2015) كاتبة ومؤرخة فنية. ولدت في سوسة وتلقت تعليمها بجامعة السوربون. عملت صوفي في وزارة الثقافة التونسية، وقامت بتدريس تاريخ الفنون بجامعة تونس، كما أنها ساهمت في مجلة الفنون السينمائية "الفن السابع"، وتقاعدت في عام 1993، وانتقلت إلى تونس حيث توفيت هناك في 10 أكتوبر2015.
وقد أنشأت صوفي مكتبة الأفلام التونسية، ونالت جائزة الأفلام الثقافية عام 1991 وجائزة النقاد الوطنية عام 1992.

## أعمالها المختارة
- علامات وأشعار (1973)
- عمار فرحات، دراسة (1979)
- أحلامنا، شعرللأطفال (1980)
- دوار الشمس، أشعار (1981)
- أسرار تونس، رواية (1993)
- الرسم في تونس، تاريخ الفن (1994)